# Toulicia stans
Toulicia stans är en kinesträdsväxtart som först beskrevs av Heinrich Wilhelm Schott, och fick sitt nu gällande namn av Ludwig Radlkofer. Toulicia stans ingår i släktet Toulicia och familjen kinesträdsväxter. Inga underarter finns listade i Catalogue of Life.